# Agustín Repetto
Agustín Repetto (Buenos Aires, 19 de noviembre de 1879-Rosario, 25 de febrero de 1955) fue un político e industrial argentino, que se desempeñó como intendente de Rosario entre noviembre de 1940 hasta julio de 1943 y dos veces como diputado nacional (1934-1938 y 1946-1950), una vez por el Partido Demócrata Progresista y la otra por el Partido Peronista.